# Barragem de Morgavel
A Barragem de Morgavel está implantada sobre a ribeira de Morgavel localizando-se no município de Sines, distrito de Setúbal, Portugal. A barragem entrou em funcionamento em 1980.

## Barragem
É uma barragem de aterro. Possui uma altura de 52 m acima da fundação (45 m acima do terreno natural) e um comprimento de coroamento de 2700 m. Possui uma capacidade de descarga máxima de ... (descarga de fundo) + 54 (descarregador de cheias) m³/s.

## Albufeira
A albufeira da barragem apresenta uma superfície inundável ao NPA (Nível Pleno de Armazenamento) de 3,4 km² e tem uma capacidade total de 32,5 Mio. m³ (capacidade útil de 27 Mio. m³). As cotas de água na albufeira são: NPA de 68,3 metros, NMC (Nível Máximo de Cheia) de ... metros e NME (Nível Mínimo de Exploração) de ... metros.